# Siria en la Copa Mundial de Fútbol Sub-17 de 2015

La Selección de Siria será uno de los 24 equipos participantes de la Copa Mundial de Fútbol Sub-17 de 2015 que se realizara en Chile desde el 17 de octubre y el 8 de noviembre.
La Selección de fútbol sub-17 de Siria alcanzó las semifinales en el Campeonato Sub-16 de la AFC de 2014, luego de derrotar a la Selección de fútbol de Uzbekistán, clasificando a su segunda Copa Mundial de Fútbol Sub-17.

## Participación

### Grupo F
| Equipo        | Pts | PJ | PG | PE | PP | GF | GC | Dif |
| ------------- | --- | -- | -- | -- | -- | -- | -- | --- |
| Nueva Zelanda | 0   | 0  | 0  | 0  | 0  | 0  | 0  | 0   |
| Francia       | 0   | 0  | 0  | 0  | 0  | 0  | 0  | 0   |
| Siria         | 0   | 0  | 0  | 0  | 0  | 0  | 0  | 0   |
| Paraguay      | 0   | 0  | 0  | 0  | 0  | 0  | 0  | 0   |

| 19 de octubre de 2015, 20:00 | Siria | Partido 12 | Paraguay | Estadio Chinquihue, Puerto Montt |  |
|                              |       |            |          | Árbitro(s):                      |  |

| 22 de octubre de 2015, 17:00 | Nueva Zelanda | Partido 22 | Siria | Estadio Chinquihue, Puerto Montt |  |
|                              |               |            |       | Árbitro(s):                      |  |

| 25 de octubre de 2015, 16:00 | Francia | Partido 33 | Siria | Estadio Ester Roa Rebolledo, Concepción |  |
|                              |         |            |       | Árbitro(s):                             |  |

- Datos: Q20021616